# Češka koča na Spodnjih Ravneh
Češka koča na Spodnjih Ravneh (1542 m) je planinska postojanka, ki stoji na krnici Spodnje Ravni nad prepadnim pobočjem Ravenske Kočne, pod severnim ostenjem Grintovca in Dolgega hrbta. Ime je dobila po češki podružnici Slovenskega planinskega društva iz Prage, ki jo je leta 1900 zgradila. V začetku 70. let 20. stoletja so jo prenovili in posodobili, vendar je ohranila slog češkega ljudskega stavbarstva. Upravlja jo PD Jezersko. Oskrbnik koče je bil kar 40 let Andrej Karničar, nato 10 let Tone Karničar, od julija 2015 pa je oskrbnica Karmen Karničar.

## Dostopi
- 2 h: z Zgornjega Jezerskega (Spodnji kraj)
- 2.30 h: z Zgornjega Jezerskega (Zgornji kraj), mimo spodnje postaje tovorne žičnice
- 2.30 h: z Zgornjega Jezerskega (Zgornji kraj), mimo Štularjeve planine

## Prehodi
- 4.30 h: do Cojzove koče na Kokrskem sedlu (1793 m), skozi Dolško škrbino
- 4 h: do Zoissove koče na Kokrskem sedlu (1793 m), čez Mlinarsko sedlo
- 1 h: do Kranjske koče na Ledinah (1700 m)

## Vzponi na vrhove
- 3.30 h: Grintovec (2558 m), čez Mlinarsko sedlo
- 4 h: Grintovec (2558 m), skozi Dolško škrbino
- 3.30 h: Jezerska Kočna (2540 m) (pot je imenovana po Francu Kremžarju, domačinu z Jezerskega, ki jo je odkril na začetku 20. stoletja)
- 3.30 h: Skuta (2532 m), pod grebenom Dolgega hrbta
- 4 h: Skuta (2532 m), čez Dolgi hrbet